# 민족주의운동당
민족주의운동당(튀르키예어: Milliyetçi Hareket Partisi)은 튀르키예의 보수주의 정당으로, 이 정당의 당의 정치적 성향은 우익부터 극우까지 포괄한다. 집권당인 정의개발당과 긴밀한 관계를 맺고 있다. 이 정당은 극우, 반공주의 운동인 회색 늑대단과 연관되어 있다.